# Charles Lucien Bonaparte
Charles Lucien Jules Laurent Bonaparte, 2. kníže z Canino a Musignano (též Karel Lucien Bonaparte, 24. května 1803, Paříž – 29. července 1857, tamtéž), byl francouzský biolog a ornitolog, člen rodiny Bonapartů. Se svojí manželkou měl celkem dvanáct dětí, jedním z nich byl i pozdější kardinál Lucien Bonaparte.

## Život
Charles Lucien byl synem Luciena Bonaparteho a jeho manželky Alexandrine de Bleschamp, tedy i synovcem Napoleona Bonaparta. Narodil se a zemřel v Paříži, avšak vyrůstal převážně v Itálii. Dne 29. června 1822 se v Bruselu oženil se svou sestřenicí, Zéenaidu. Brzy po svatbě pár odešel do Filadelfie ve Spojených státech, kde žil se Zenaidiným otcem Josefem Bonapartem. Ještě před odchodem do Itálie Charles začal se sbíráním různých zvířecích exemplářů. Prováděl také výzkum rákosníků tamaryškových a po návratu do Spojených států měl i přednášku o tomto novém druhu.
Následně začal studovat v USA ornitologii. Ke konci roku 1826 se Charles vrátil i se svojí rodinou do Evropy. Navštívil Německo, kde se setkal s Philippem Jakobem Cretzschmarem a následně cestoval do Anglie, kde se v Britském muzeu seznámil s Johnem Edwardem Grayem.
Roku 1828 se trvale usadil v Římě. Zde byl strůjcem několika vědeckých kongresů, také často přednášel a psal o ornitologii. Mezi lety 1832 a 1841 pracoval na publikaci o fauně Itálie; Iconografia della Fauna Italica. Také v Pise roku 1827 publikoval Comparativo delle Ornithologie di Roma e di Filadelfia, práci na téma rozdílů mezi ptáky podle zeměpisné šířky, porovnával především ptactvo Itálie a Filadelfie. Také jako první popsal rod ptáků, který nazval po své ženě Zenaida. V tomto rodu jsou zařazeny hrdličky, například hrdlička karolinská (Zenaida macroura).
V roce 1849 byl zvolen členem římského shromáždění a podílel se na vzniku Římské republiky. Zapojil se také při obraně Říma proti 40 000 francouzských vojáků, které vyslal sám jeho bratranec Ludvík Napoleon Bonaparte, též známý jako Napoleon III.
Cestoval do Anglie, kde se účastnil setkání Britské asociace v Birminghamu. V jižním Skotsku také navštívil sira Williama Jardineho. Poté začal Charles Lucien pracovat na metodické klasifikaci všech ptáků světa, v rámci čehož začal také navštěvovat muzea po celé Evropě a studovat jejich sbírky. V roce 1850 mu byl povolen návrat do Francie, kam se skutečně vydal a prožil zde zbytek života. Čtyři roky po návratu do Francie se stal ředitelem pařížské botanické zahrady. Od roku 1855 byl také oficiálním členem Královské švédské akademie věd.
Vedlejším zájmem Charlese Luciena byli i obojživelníci a plazi, mimo jiné popsal i druh zmije menší (Vipera ursinii). Charles Lucien Bonaparte zemřel v rodné Paříži ve věku 54 let.

## Potomci
Charles měl se Zenaidou celkem dvanáct dětí, z nichž osm se dožilo dospělosti.
- 1. Josef Lucien Bonaparte (12. 2. 1824 Filadelfie – 2. 9. 1865 Řím), 3. kníže z Canina a Musignana, svobodný a bezdětný[4]
- 2. Alexandrina Bonaparte (9. 6. 1826 – 1. 5. 1828)[5]
- 3. Lucien Bonaparte (15. 11. 1828 Řím – 19. 11. 1895 tamtéž), 4. kníže z Canina a Musignana a kardinál-kněz, svobodný a bezdětný[6]
- 4. Julie Bonaparte (6. 3. 1830 Řím – 28. 10. 1900 tamtéž)[7]
⚭ 1847 Alessandro del Gallo (15. 3. 1826 Řím – 30. 11. 1892 tamtéž), markýz z Roccagiovine[8]
- 5. Šarlota Bonaparte (4. 3. 1832 Řím – 1. 10. 1901 Ariccia)[9]
⚭ 1848 hrabě Pietro Primoli di Foglia (5. 7. 1821 – 30. 12. 1883)[10]
- 6. Leonie Bonaparte (18. 9. 1833 – 14. 9. 1839)[11]
- 7. Marie Bonaparte (18. 3. 1835 Řím – 28. 8. 1890 Spoleto)[12]
⚭ 1851 hrabě Paolo Francesco Antonio Campello della Spina (18. 5. 1829 – 21. 5. 1917)[13]
- 8. Augusta Bonaparte (9. 11. 1836 Řím – 29. 3. 1900 tamtéž)[14]
⚭ 1856 Placido Gabrielli (9. 11. 1832 Řím – 3. 9. 1911 Frascati), 4. kníže z Prossedi[15]
- 9. Napoleon Karel (5. 2. 1839 Řím – 12. 2. 1899 tamtéž), 5. kníže z Canina a Musignana[16]
⚭ 1859 Maria Cristina Ruspoli (25. 7. 1842 Řím – 11. 2. 1907 tamtéž)[17]
- 10. Batylda Bonaparte (26. 11. 1840 Řím – 9. 6. 1861 Paříž)[18]
⚭ 1856 Louis Joseph Napoléon Cambacérès (22. 8. 1832 Paříž – 22. 8. 1868 Chamonix-Mont-Blanc)[19]
- 11. Albertina Bonaparte (12. 3. 1842 – 3. 6. 1842)[20]
- 12. Karel Albert (22. 3. 1843 – 6. 12. 1847)[21]